# La guerra de les llengües

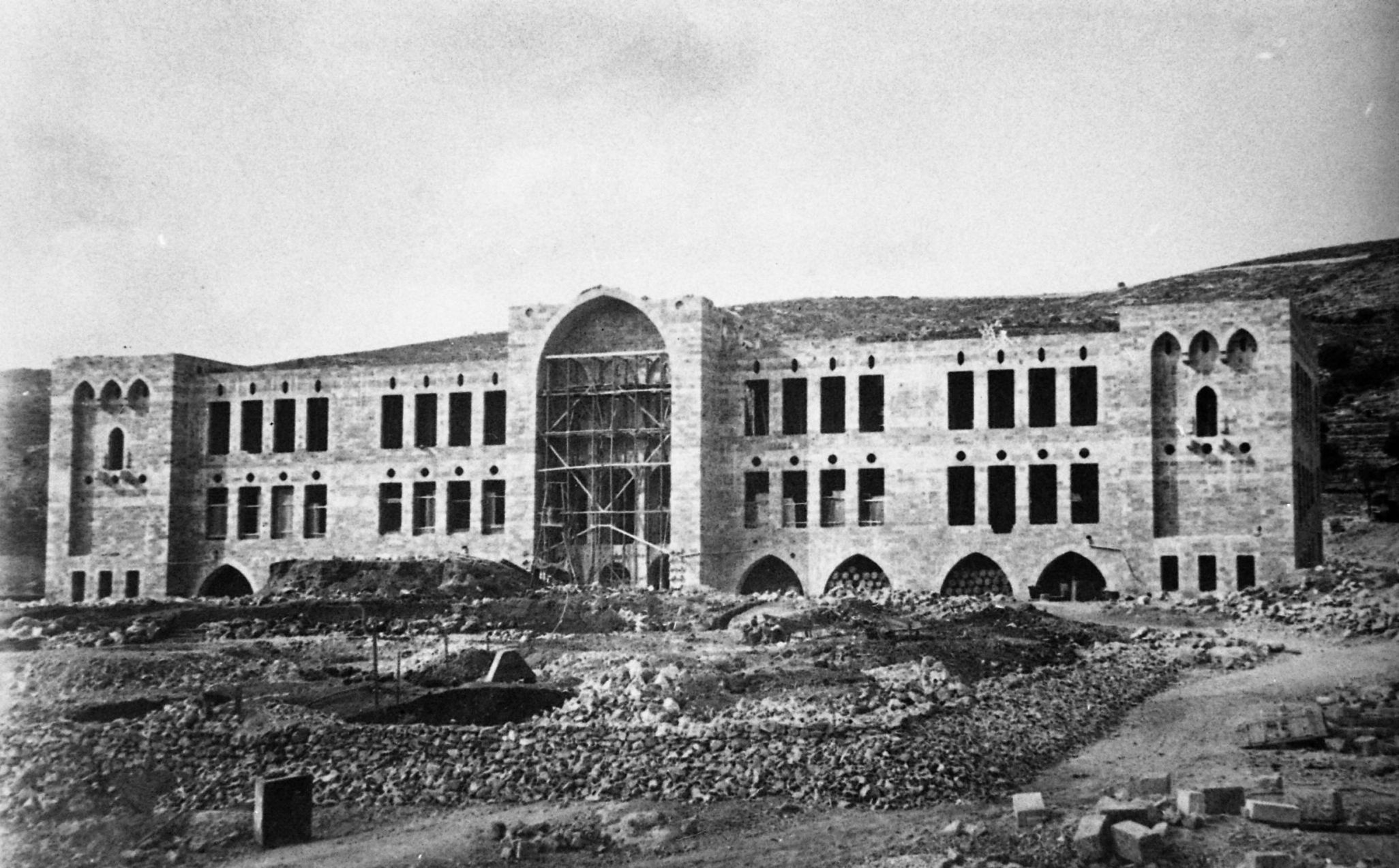
El Technikum (Technion) situa primer en el barri Hadar Hacarmel, 1913. Ara s'utilitza per al Madatec, Museu Nacional de Ciència, Tecnologia i Espai.

La guerra de les llengües (hebreu: מלחמת השפות‎) va ser un escàndol públic que es va produir a la Palestina otomana l'any 1913, al voltant de l'estatus de la llengua hebrea, que estava en procés de renaixença en l'educació dels jueus en el país. Aquesta lluita contra l'associació Ezra dels jueus d'Alemanya va tenir uns efectes inusuals i sovint s'utilitza com a símbol de la victòria de renovació nacional de jueus i de la resurrecció de la llengua hebrea.

## Fons
Els sionistes veien l'idioma ídix, una variació jueva de l'alemany, com a representació de la cultura jueva de la diàspora europea, que en la seva opinió era degenerada, obsoleta, i servil, i que tenia una naturalesa que desmentia el sionisme. Com que l'ídix era la llengua materna de la majoria dels jueus de la diàspora, la negació de la diàspora significava per ells també la negació de ídix. Els sionistes a l'Europa de l'Est i l'Oest es van dividir respecte a quina havia de ser la llengua que substituís l'ídix entre la població jueva resident en la Palestina otomana, el yishuv. Els de l'Europa occidental —que donaven suport al sionisme estatista—, com Herzl i Max Nordau, veien l'ídix com una llengua antiquada que havia de desaparèixer. Pensaven que els jueus nous havien d'acceptar l'educació per afrontar els reptes de la modernitat, i percebien l'ídix com un obstacle en aquest camí. Van argumentar que la llengua del sionistes havia de ser la llengua de l'estat d'on s'establien: alemany, francès, polonès o qualsevol altra. No percebien l'hebreu com una llengua que es pogués implantar ni formar part de la realització de la visió sionista. Herzl va escriure a Der Judenstaat:
| « | Potser molta gent pensa que és massa difícil comprendre la llengua dels altres, perquè no tenim una llengua que parli tota la nació. Avui tampoc podrem parlar en hebreu perquè qui de nosaltres pot demanar un bitllet de tren en la llengua d'Éber? Però això també és molt senzill: cada persona parlarà en la llengua en la qual hagi rebut la seva educació i que es parli al país on va néixer. L'estat de Suïssa mostra que pobles diferents, que parlen llengües diferents, poden viure junts com germans. També nosaltres al nostre país nou podrem viure tots junts com vivíem aquí, sense acabar d'estimar els països on havíem nascut. | » |

Herzl va argumentar que havien de desfer-se de "les llengües que són argots mesclats":
| « | Les llengües del gueto, que avui parlem, no se sentiran més. Són llengües plenes de misteris, que parlen els presos. Els professors de la nostra escola les posaran al cor especialment per participar en aquesta cosa, i la llengua que serà més útil per comerços i negocis serà la llengua parlada al nostre país. | » |

El periodista i historiador Simon Bernfeld va escriure al diari Hatzefira:
| « | Al meu parer, fer que l'hebreu sigui una llengua parlada en el sentit normal és completament impossible; és una cosa que encara no s'ha fet mai amb cap llengua del món, fins i tot cap dialecte, que revisqui després de deixar de ser una llengua parlada. Un recipient de vidre que s'ha trencat no es reconstituirà. | » |

Ben al contrari, els sionistes de l'Europa de l'Est dipositaven les seves esperances en l'hebreu, afirmant que l'ídix havia de morir com a la llengua d'expressió. Per als sionistes de l'Europa de l'Oest l'ídix representava la reclusió de la diàspora; mentre que pels de l'Europa de l'Est equivalia a la inferioritat i la humiliació del poble jueu com una minoria a la mercè de la majoria a qualsevol país. Yosef Vitkin, l'home de la segona aliyà, qualificava l'ídix d'"argot que s'aferra a l'escola hebrea, xuclant d'ells de gust, com uns grillons a les cames del presoner". L'ídix era percebuda com un "vas buit", "maleït", un font de vergonya, una llengua de la manca d'educació. En el seu article "La resurrecció de l'esperit" (תחיית הרוח) l'intel·lectual sionista Ahad Ha'am va escriure que "la desaparició prevista de l'argot, parlat i escrit, és una inevitabilitat del procés històric. El destí de l'ídix, com una eina temporal, seria condemnat ben aviat i se submergiria en l'abisme de l'oblit".
No obstant això, també hi havia intel·lectuals i escriptors que no pensaven que l'ídix havia de desaparèixer. Mica Yosef Berdichevski va escriure:
| « | La llengua jueva, l'argot... és un edifici alt, per sorprendre. Els jueus van agafar substantius i verbs de l'alemany, del polonès, del rus, molt de l'idioma hebreu i dels altres idiomes, i els van mesclar, els van cuinar, i en van fer un idioma, un llenguatge natural, un llenguatge que expressa tots els sentiments de l'ànima jueva, etc. Aquesta llengua jueva pròpia aboca la seva ànima i el seu esperit, la seva ira, el seu discurs, el seu dolor i la seva tristesa, i també la seva alegria i la seva esperança. En aquesta llengua hi van dipositar gran part de la seva saviesa i comprensió, i la seva astúcia; i en ella hi trobareu el seu refinament, les seves burles, les seves bromes, els seus girs i conspiracions. És on es troba el caràcter dels jueus, les seves particularitats i la impressió de les seves ànimes. Res no és absent. Aquest idioma és parlat per la majoria dels nostres fills i filles; només amb la seva ajuda podem comprendre la vida de les masses hebrees, secreta i amagada als ulls d'un desconegut. Perquè abans d'entendre l'argot, abans de poder sentir les venes primes de l'ànima de la multitud, abans que la nostra orella aprengui a escoltar el xiuxiueig que ens arriba suaument des dels llavis de la multitud, quan se'ns parli o un home i un altre parlin entre ells, no tindrem la clau del jardí clos del cor de la gent. | » |

Yosef Hayim Brenner va escriure així l'any 1911 sobre protestes contra el teatre en ídix:
| « | Als hebraïstes en general els agraden les il·lusions, i per això el fet que uns centenars de nens parlin hebreu a les escoles crea la il·lusió que l'hebreu és la llengua de la generació a la Terra d'Israel, i per això, segons ells, és necessari anar més enllà, és necessari prohibir als nens escoltar l'argot des de l'escenari... Per nosaltres, tiges solitàries a Judea, la llengua hebrea és cara: doncs bé, treballarem per a millorar-la i difondre-la... això complirà una necessitat ben sabuda. Però si realitzem algun espectacle en l'argot —també necessari—, si no deixem a la generació jove llegir les coses grans escrites en la literatura en l'argot... si prohibim als nostres joves conèixer la vida del seu poble i escoltar, per exemple, monòlegs artístics de la mà d'artistes recitadors... no, senyors, així no fem res per l'hebreu, així només ens donem un testimoni de pobresa més gran, així només demostrem que per a nosaltres la cosa important és la paraula buida, el soroll buit, la decoració. Disculpeu-me... | » |

Brenner protestava contra l'esforç dels maskilim per distanciar-se de ídix i confiar-se a l'hebreu, afirmant que així es fan "jueus d'una nova raça":
| « | Què penseu, que després del vostre decret, les obres de Mendele, Perets, Sholem Aleichem, Dineson, Reisen i Lesin deixaran de ser creació nacional... A qui amenaceu? Qui us escolta? | » |

També els que s'oposaven a l'ídix no podien renunciar-hi com a llur llengua materna d'expressió. Al temps de la Segona Aliyyà l'hebreu tenia poques paraules, i era difícil renunciar a la llengua materna, que per la major part dels immigrants va ser l'ídix. Shlomo Lavi, un dels ideòlegs de la Segona Aliyyà, va escriure que la comunitat de Kineret havia estat de fet purament hebrea, però "no és pas possible de tenir en compte quant havia costat. No hi ha cap manera de fer una estimació de quant costa a una persona la transició d'una llengua a l'altra, especialment d'una altra llengua que encara no és una llengua parlada. I quina tortura més gran, la de la ment que vol parlar i que té coses a dir però ha de silenciar-se i quequejar." A l'Europa de l'Est es donava suport l'hebreu de l'ídix, que era més ric i tenia profunditat, i a l'Europa de l'oest i a altres països—de les llengües de l'educació i de les llengües locals, com l'anglès, l'alemany, el francès, el castellà, i altres. Fins a la segona aliyyà escriptors en l'hebreu se sentien inferiors i tenien por de l'aïllament i de l'oblit. David Frischman va escriure el 1901: "la llengua hebrea s'ha quedat sense parlants i sense lectors. Nosaltres no tenim un poble, no tenim una literatura, no tenim un moviment, no tenim una recuperació i no tenim res."
El 1904 l'hebreu era la llengua de la docència a sis de les vint i nou escoles organitzades a Palestina. L'any 1908 es va decidir fundar la primera institució d'educació professional terciària al país, l'entitat que es va convertir més tard en el Technion. El nom seleccionat pel nou institut era "Technikum", estava orientat a la formació de treballadors qualificats —gestors de treball, tècnics, assistents als enginyers— i al seu costat havia de fundar-se una escola amb dues branques: tècnica i lletres.
L'associació "Ezra", que era una organització de jueus alemanys no-sionista, va aportar la major part dels diners a la institució, i la seva gestió, dirigida pel Dr. Paul Nathan, va decidir que l'alemany, i no l'hebreu, fos utilitzat per a ensenyar, principalment gràcies a l'avantatge de l'alemany com a llengua comuna en la ciència. L'hebreu era la llengua, el discurs viu en la qual s'havia començat de prop, i hi havia una gran escassetat de vocabulari tècnic i científic i eines que permetin a l'educació, el llenguatge científic.

## La polèmica

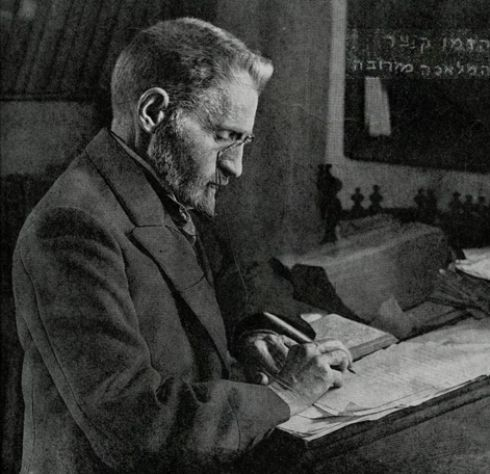
Eliezer Ben-Yehuda, un dels combatents de la lluita per la llengua hebrea

Aquests debats van encendre la polèmica a tot el Yishuv, liderada per la unió dels professors i estudiants que s'hi incorporaven. Es va iniciar una vaga a les institucions d'"Ezra" i es van fer activitats de protesta. Després de la vaga es van situar agents de policia turcs a les institucions educatives per tal de protegir aquells que van triar no participar en la vaga. El líder de la polèmica era Eliezer Ben Yehuda, que malgrat la seva dependència de l''"Ezra" (el va ajudar en el finançament de la publicació del seu diccionari de la llengua hebrea) va decidir posicionar-s'hi en contra. El debat entre els dos bàndols era agut i implacable fins que el Dr. Shmaryahu Levin, nomenat per "Ezra" com a administrador de l'establiment del Technikum i partidari de l'ús de l'hebreu com a llengua principal a l'escola secundària, va dimitir del seu càrrec. També va donar un discurs a l'onzè Congrés Sionista, celebrat l'any 1913, exigint que l' Organització Sionista tingués cura de l'educació de les joves generacions del país. El 26 d'octubre de 1913 es va celebrar la reunió crucial al Technikum a Berlín sobre la llengua de la docència, optant per la proposta del Dr. Nathan i ensenyar en alemany.
Com a resultat d'aquesta decisió, els membres sionistes de la institució van renunciar als seus càrrecs de gestió, i a Palestina va esclatar la resistència contra "Ezra", en tant que la Unió dels professors va declarar un boicot contra el Technikum i l'escola secundària (només simbòlic, ja que el Technikum i l'escola encara no s'havien fundat, i encara no hi havia els professors necessaris).

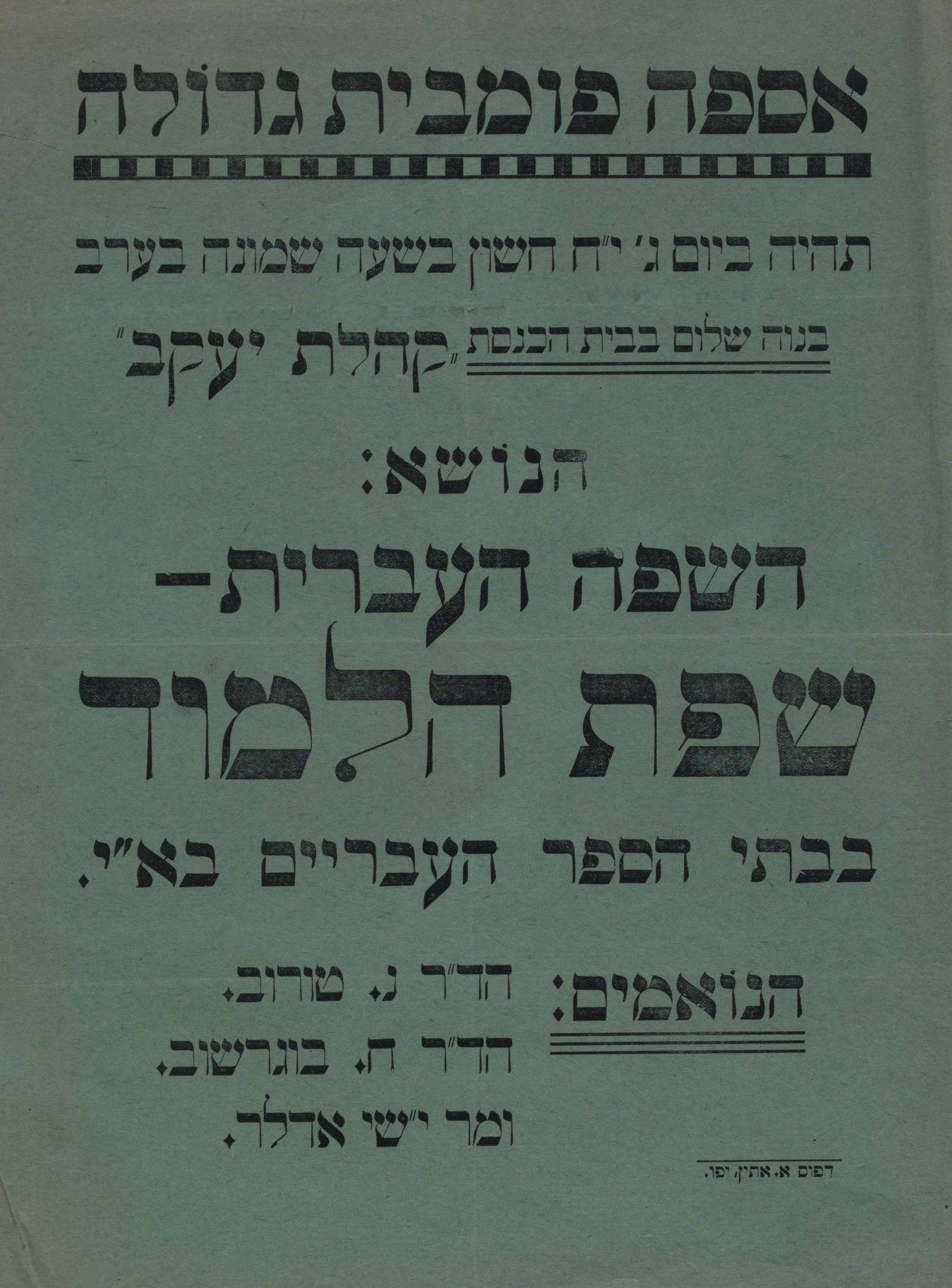
"La tempesta dels cartells": La guerra per a la llengua hebrea. Un cartell per a una concentració a Neve Shalom

## Els resultats de la lluita
Les disputes sobre la llengua van propiciar el fracàs d'intentar trobar mecenes per continuar amb el projecte, i per això es va haver d'abandonar la construcció de la institució a causa de la falta de diners i retardar-ne l'obertura. El resultat directe va ser l'acomiadament de treballadors i augment de l'hostilitat cap a "Ezra" a Palestina. "Ezra" no tenia més remei que rendir-se, i a la trobada celebrada el 22 de febrer de 1914, es va informar que ensenyament de la llengua al Technikum seria hebreu.
Finalment van vèncer els proponents de la llengua hebrea. El yishuv es va alliberar de la dependència intercultural de llengües estrangeres i la nacionalitat jueva va rebre un enfortiment important. L'acomiadament dels professors d'"Ezra" era de fet una alliberació de "tutela" i una transició vers la independència en el camp de l'educació, i l'establiment de les institucions, l'educació com el Beit Midrash hebreu per a professors i de l'escola Reali a Haifa. Es va desenvolupar la xarxa pública de l'educació en hebreu i proliferaren els valors nacionals i sionistes. Les autoritats turques van reconèixer l'hebreu com a llengua de l'ensenyament. En 1922 el Govern del mandat Britànic va declarar la llengua hebrea com a llengua oficial a Palestina, juntament amb l'anglès i l'àrab.